# Патријарх александријски Григорије V
Патријарх Григорије V (јез-гр Πατριαρχης Γρηγοριος Ε΄) је био патријарх Александријски у периоду од 1484−1486. године.
Према неким извештајима, он је био патријарх александријски од 1459. године. У периоду од 1461−1462 и 1465−1466 Египат су посетила 2 руска ходочасника, кијевски јеромонах Варсонофиј и московски трговац Василиј. Оставили су успомене на поклоничка путовања, али патријарх Григорије се ту не помиње. Према другим изворима, патријарх је постао тек 1484. године. У Дионисијевом каталогу Александријских патријараха, под бројем 93, наведен је као просто Григорије. Јосиф Насралах датира своју Патријаршију у ц. 1480−1503, што доводи у питање време архипастирства његовог наследника Јоакима (1486/1487 − 1565/1567).
О животу Патријарха Григорија V има врло мало података. Познато је да је учествовао на Цариградском сабору 1484. године, који је осудио Фирентинску унију, и потписао саборске акте.
Ефески митрополит Данило, који је провео 4 месеца у Египту, видео је тамо многе древне цркве подигнуте под византијским царевима, али су само 3 биле у рукама православних – већина цркава и манастира је прешла у руке Копта.